# Kana-Boon
I Kana-Boon (stilizzato KANA-BOON) sono un gruppo musicale giapponese formatosi nel 2008 a Sakai, nella prefettura di Osaka.

## Carriera
Formatisi nel 2008, i Kana-Boon hanno iniziato a esibirsi nel 2010 e hanno pubblicato con l'etichetta Ki/oon Records nel 2013 il loro album di debutto Doppel, che ha raggiunto la terza posizione nella classifica musicale settimanale redatta da Oricon. Cinque dei singoli pubblicati dal gruppo hanno raggiunto la top ten delle classifiche settimanali, dove il miglior piazzamento è stato ottenuto dal singolo Full Drive (フルドライブ?, Furu Doraibu), arrivato alla 6ª posizione nella classifica di Oricon.
Quattro singoli del gruppo sono riprodotti in opere appartenenti al franchise di Naruto: il brano Silhouette è stato scelto come 16ª sigla d'apertura dell'anime Naruto: Shippuden; il brano Diver (ダイバー?, Daibā) fa parte della colonna sonora del film d'animazione Boruto: Naruto the Movie; il lato B di Diver, il brano Spiral, fa parte della colonna sonora del videogioco Naruto Shippuden: Ultimate Ninja Storm 4; il singolo Baton Road (バトンロード?, Baton Rōdo) fa da prima sigla d'apertura a Boruto: Naruto Next Generations, seguito di Naruto. Il gruppo ha anche realizzato un singolo dal titolo Talking per l'anime The Perfect Insider, il loro singolo Fighter è stato scelto come 4ª sigla d'apertura dell'anime Mobile Suit Gundam: Iron-Blooded Orphans., la loro canzone Starmarker è stata usata come 2a sigla di apertura della 4ª stagione di My Hero Academia e il loro brano Torch of Liberty fa da 2a sigla d'apertura all'anime Fire Force.

## Discografia

### Album in studio
- 2013 – Doppel
- 2015 – Time
- 2016 – Origin
- 2017 – Namida

### EP
- 2011 – Kanjō kibakuzai (感情起爆剤?)
- 2012 – Wakattenai no wa boku datta (わかってないのは僕だった?)
- 2013 – Boku ga CD o dashitara (僕がCDを出したら?)
- 2018 – Astor (アスター?, Asutā)
- 2018 – Nerine (ネリネ?)

### Singoli
- 2013 – Jōsha hissui no kotowari, okotowari (盛者必衰の理、お断り?)
- 2014 – Crystal Star (結晶星?, Kesshō hoshi)
- 2014 – Full Drive (フルドライブ?, Furu Doraibu)
- 2014 – Ikiteyuku (生きてゆく?)
- 2014 – Silhouette
- 2015 – Nan demo nedari (なんでもねだり?)
- 2015 – Diver (ダイバー?, Daibā)
- 2016 – Run and Run (ランアンドラン?, Ran ando Ran)
- 2016 – Wake Up
- 2017 – Fighter
- 2017 – Baton Road (バトンロード?, Baton Rōdo)
- 2019 – Haguruma (ハグルマ?)
- 2020 - Starmarker (スターマーカー)
- 2020 - Torch of Liberty

## Riconoscimenti
- 2011 – premio speciale Eo Music Try[10]